# طب سنتی کره‌ای

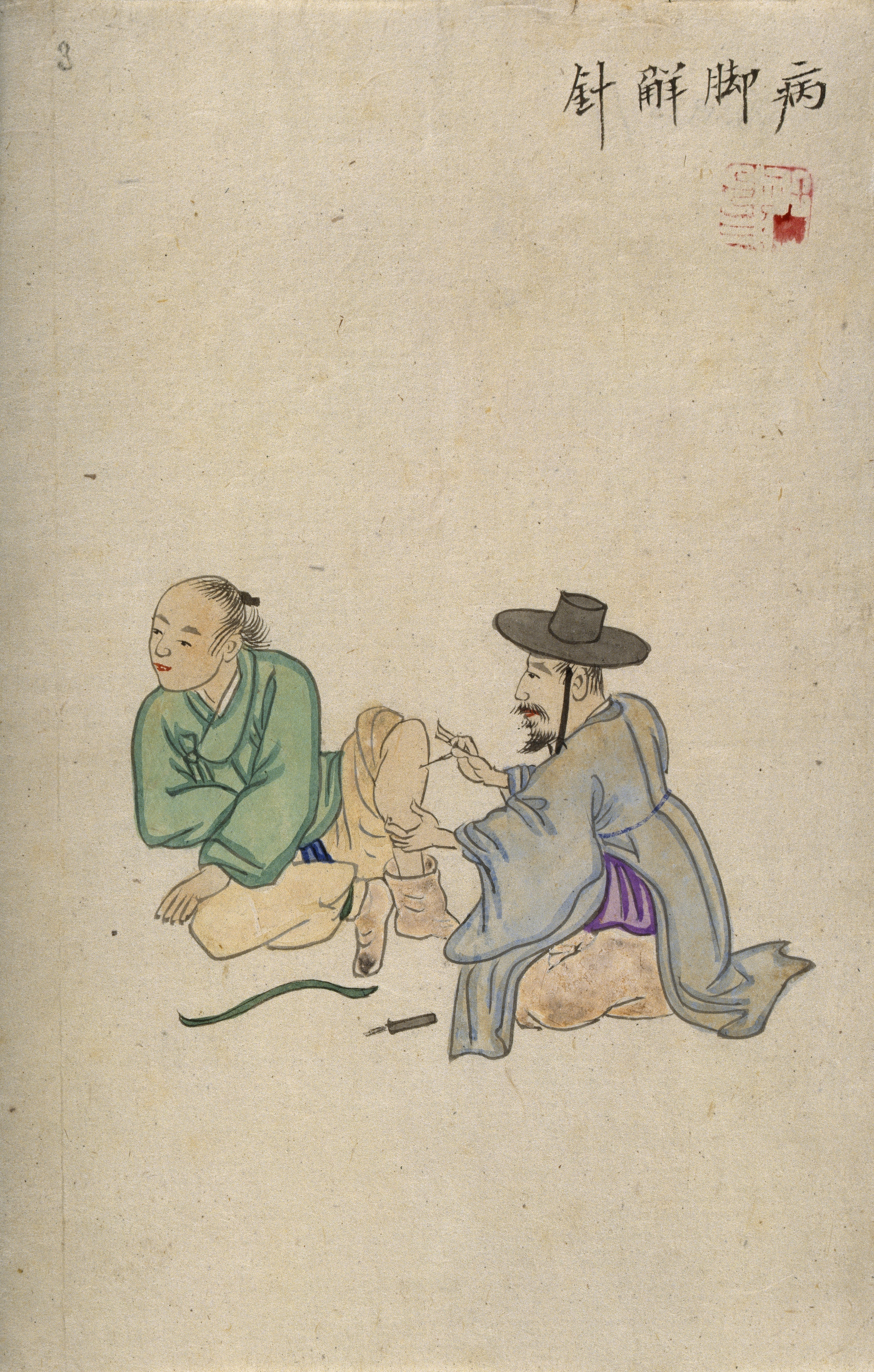
یک متخصص طب سوزنی کره‌ای سوزن را به پای یک بیمار فرومی‌کند (قرن 19)

طب سنتی کره‌ای (که در کره شمالی به عنوان پزشکی کوریو شناخته می‌شود) به اشکالی از طب سنتی که اشاره دارد در کره انجام می‌شود.

## تاریخچه
پزشکی سنتی کره‌ای در دوران باستان و ماقبل تاریخ سرچشمه می‌گیرد و می‌توان ریشه این طب را تا ۳۰۰۰ سال قبل از میلاد ردیابی کرد، زمانی که سوزن‌های سنگی و استخوانی در استان هامگیونگ شمالی، در کره شمالی امروزی پیدا شد. در گوجوسان، جایی که اسطوره تأسیس کره ثبت شده است، داستانی از یک ببر و یک خرس روایت شده که می‌خواستند به شکل انسان در آیند و برای همین درمنه و سیر می‌خوردند. در شعر جوآنگ اونگی (제왕운기)، که در حدود زمان سامگوک یوسا نوشته شده است، درمنه و سیر به عنوان «داروی خوراکی» توصیف شده‌اند، که این نشان می‌دهد حتی در زمان‌های خیلی دور که افسانه‌ها رواج بسیاری داشته، در کره از گیاهان دارویی به عنوان درمان استفاده می‌شد. این گیاهان در این زمان به عنوان دارویی برای تسکین درد یا بهبود آسیب، البته همراه با دانستن اینکه چه غذاهایی برای سلامتی بیمار مفید هستند، استفاده می‌شد. در دوره سه پادشاهی، طب سنتی کره عمدتاً تحت تأثیر سایر داروهای سنتی مانند طب باستانی چین قرار داشت. در دوره سه پادشاهی تجارت مهمی با کشورهای خارجی وجود داشت. «به ویژه، دانش پزشکی چین و هند، پایه و اساس طب سنتی را که از دوره چوسان قدیمی منتقل شده بود، تکمیل کرد.